# Helichrysum monogynum
Helichrysum monogynum là một loài thực vật có hoa trong họ Cúc. Loài này được B.L.Burtt & Sunding mô tả khoa học đầu tiên năm 1973.